# حسن الظن
حسن الظن هو ترجيح جانب الخير على جانب الشَّر. ويُعد من الأخلاق الحميدة والفطرة الإنسانية السوية، وهو الأصل، ونقيضه هو سوء الظن، و«الظن» من المصطلحات القرآنية حيث ورد لفظ «الظن» في القرآن نحو ستين مرة بين اسمٍ وفعل، فالاسم كقوله تعالى:﴿إن يتبعون إلا الظن﴾ والفعل كقوله تعالى ﴿الذين يظنون أنهم ملاقو ربهم﴾، والظن خلاف اليقين، وقد يستعمل بمعنى: اليقين، كقوله تعالى: ﴿الذين يظنون أنهم ملاقو ربهم﴾ قال القرطبي: والظن هنا في قول الجمهور بمعنى اليقين. وللظن في القرآن والسنة عدة معانٍ تختلف باختلاف السياق الذي ورد فيه.
والظَّن: شك ويقين، إلا أنَّه ليس بيقين عيان، إنَّما هو يقين تدبُّر... وجمع الظَّن الذي هو الاسم: ظُنُون.
وقال الجرجاني: (الظَّن هو الاعتقاد الرَّاجح مع احتمال النَّقيض، ويستعمل في اليقين والشَّك، وقيل: الظَّن أحد طرفي الشَّك بصفة الرُّجحان).
والشَّك: خلاف اليقين، وأصله اضطراب النَّفس، ثم استعمل في التَّردُّد بين الشَّيئين سواء استوى طرفاه، أو ترجَّح أحدهما على الآخر. قال تعالى: (فَإِن كُنتَ فِي شَكٍّ مِّمَّا أَنزَلْنَا إِلَيْكَ) [يونس: 94] أي: غير مستيقن. وقال الأصوليون: هو تردُّد الذهن بين أمرين على حدٍ سواء.
وقيل: التَّردُّد بين الطَّرفين إن كان على السَّواء فهو الشَّك، وإلا فالرَّاجح: ظنٌّ، والمرجوح: وهمٌ.

## حسن الظن في القرآن
قال الله تعالى: (لَوْلا إِذْ سَمِعْتُمُوهُ ظَنَّ الْمُؤْمِنُونَ وَالْمُؤْمِنَاتُ بِأَنفُسِهِمْ خَيْرًا وَقَالُوا هَذَا إِفْكٌ مُّبِينٌ).
قال ابن عاشور في تفسيره: (فيه تنبيه على أنَّ حقَّ المؤمن إذا سمع قَالَةً في مؤمن، أن يبني الأمر فيها على الظَّن لا على الشَّك، ثم ينظر في قرائن الأحوال وصلاحية المقام، فإذا نسب سوء إلى من عرف بالخير، ظنَّ أن ذلك إفك وبهتان، حتى يتضح البرهان. وفيه تعريض بأنَّ ظنَّ السُّوء الذي وقع هو من خصال النفاق، التي سرت لبعض المؤمنين عن غرور وقلة بَصارَة، فكفى بذلك تشنيعًا له).
وقال الخازن: (والمعنى: كان الواجب على المؤمنين إذ سمعوا قول أهل الإفك أن يكذبوه ويحسنوا الظَّن، ولا يسرعوا في التُّهمة، وقول الزُّور فيمن عرفوا عفَّته وطهارته).
وقال أبو حيان الأندلسي: (فيه تنبيه على أنَّ حقَّ المؤمن إذا سمع قَالَةً في أخيه، أن يبني الأمر فيه على ظنِّ الخير، وأن يقول بناء على ظنِّه: هذا إفك مبين، هكذا باللفظ الصريح ببراءة أخيه، كما يقول المستيقن المطَّلع على حقيقة الحال. وهذا من الأدب الحَسَن).
وقال تعالى: ((يَا أَيُّهَا الَّذِينَ آمَنُوا اجْتَنِبُوا كَثِيرًا مِّنَ الظَّنِّ إِنَّ بَعْضَ الظَّنِّ إِثْمٌ ..)).
يقول الطبري: (يقول تعالى ذكره: يا أيُّها الذين صدقوا الله ورسوله، لا تقربوا كثيرًا من الظَّن بالمؤمنين، وذلك إن تظنوا بهم سوءًا، فإنَّ الظَّان غير محق، وقال جلَّ ثناؤه: (اجْتَنِبُوا كَثِيرًا مِّنَ الظَّنِّ) ولم يقل: الظَّن كلَّه، إذ كان قد أَذِن للمؤمنين أن يظنَّ بعضهم ببعض الخير، فقال: (لَوْلا إِذْ سَمِعْتُمُوهُ ظَنَّ الْمُؤْمِنُونَ وَالْمُؤْمِنَاتُ بِأَنفُسِهِمْ خَيْرًا وَقَالُوا هَذَا إِفْكٌ مُّبِينٌ)، فأَذِن الله جلَّ ثناؤه للمؤمنين أن يظنَّ بعضهم ببعض الخير، وأن يقولوه، وإن لم يكونوا من قِيلِه فيهم على يقين.... عن ابن عباس، قوله (يَا أَيُّهَا الَّذِينَ آمَنُوا اجْتَنِبُوا كَثِيرًا مِّنَ الظَّنِّ) يقول: نهى الله المؤمن أن يظنَّ بالمؤمن شرًّا. وقوله: (إِنَّ بَعْضَ الظَّنِّ إِثْمٌ) يقول: إنَّ ظنَّ المؤمن بالمؤمن الشَّر لا الخير، إِثْمٌ؛ لأنَّ الله قد نهاه عنه، فَفِعْل ما نهى الله عنه إِثْمٌ).
وقال ابن حجر الهيتمي: (عقَّب تعالى بأمره باجتناب الظَّن، وعلَّل ذلك بأنَّ بعض الظَّن إثم، وهو ما تخيَّلت وقوعه من غيرك من غير مستند يقيني لك عليه، وقد صمَّم عليه قلبك، أو تكلَّم به لسانك من غير مسوِّغ شرعي).

## حسن الظن في السنة
عن ابن عمر  قال: "رأيت رسول الله ﷺ يطوف بالكعبة وهو يقول: ((ما أطيبك وأطيب ريحك، ما أعظمك وأعظم حُرْمَتك. والذي نفس محمَّد بيده، لحُرْمَة المؤمن أعظم عند الله حرْمَة منكِ، ماله ودمه، وأن نظنَّ به إلَّا خيرًا)).
وفي رواية أبي حازم: ((لما نظر رسول الله ﷺ إلى الكعبة، قال: «مرحبًا بك من بيت، ما أعظمك وأعظم حُرْمَتك، ولَلْمؤمن أعظم حُرْمَة عند الله منكِ، إنَّ الله حرَّم منكِ واحدة، وحرَّم من المؤمن ثلاثًا: دمه، وماله، وأن يُظنَّ به ظنَّ السَّوء»)).
قال الغزالي: (فلا يُستباح ظنُّ السُّوء إلا بما يُستباح به المال، وهو نفس مشاهدته أو بيِّنةٍ عادلةٍ. فإذا لم يكن كذلك، وخطر لك وسواس سوء الظن، فينبغي أن تدفعه عن نفسك، وتقرِّر عليها أنَّ حاله عندك مستور كما كان، وأنَّ ما رأيته منه يحتمل الخير والشَّر. فإنْ قلت: فبماذا يُعرف عقد الظَّن والشُّكوك تختلج، والنَّفس تحدِّث؟ فتقول: أمارة عقد سوء الظَّن أن يتغيَّر القلب معه عما كان، فينفِر عنه نُفُورًا ما، ويستثقله، ويفتر عن مراعاته، وتفقُّده وإكرامه، والاغتمام بسببه. فهذه أمارات عقد الظَّن وتحقيقه).
عن النَّبي ﷺ، أنه قال: ((إيَّاكم والظَّن، فإنَّ الظَّن أكذب الحديث، ولا تحسَّسوا، ولا تجسَّسوا، ولا تحاسدوا، ولا تدابروا، ولا تباغضوا، وكونوا عباد الله إخوانًا)).
قال النووي: (المراد: النَّهي عن ظنِّ السَّوء، قال الخطَّابي: هو تحقيق الظَّن وتصديقه دون ما يهجس في النَّفس، فإنَّ ذلك لا يُمْلَك. ومراد الخطَّابي أنَّ المحَرَّم من الظَّن ما يستمر صاحبه عليه، ويستقر في قلبه، دون ما يعرض في القلب ولا يستقر، فإنَّ هذا لا يكلَّف به).
قال الغزالي: (أي: لا يحقِّقه في نفسه بعقد ولا فعل، لا في القلب ولا في الجوارح، أما في القلب فبتغيره إلى النُّفرة والكراهة، وأما في الجوارح فبالعمل بموجبه. والشَّيطان قد يقرِّر على القلب بأدنى مَخِيلة مَسَاءة النَّاس، ويلقي إليه أنَّ هذا من فطنتك، وسرعة فهمك وذكائك، وأنَّ المؤمن ينظر بنور الله تعالى، وهو على التَّحقيق ناظر بغرور الشَّيطان وظلمته).

## حسن الظن في سيرة النبي
علَّم رسول الله ﷺ أصحابه حُسْن الظَّن، وبيَّن لهم أنَّ الأصل في المؤمن السَّلامة، وأنَّ الإنسان لا بدَّ له من التماس الأعذار لمن حوله، وعليه أن يطرد الشُّكوك والرِّيبة التي قد تدخل في قلبه، فهذا رجل جاء إلى النَّبي ﷺ وقد داخلته الرِّيبة في امرأته، وأحاطت به ظنون السُّوء فيها؛ لأنَّها ولدت غلامًا أسود، على غير لونه ولونها، فأزال النَّبي ﷺ ما في قلبه من ظنٍّ وريبة، بسؤاله عن لون إبله، فقال: (ألوانها حمر. قال: هل فيها من أورق؟ قال: نعم. قال: فأنَّى ذلك؟ قال: لعله نزعه عرق. قال: فلعل ابنك هذا نزعه عرق!).
وقد كان الصَّحابة رضوان الله عليهم، مثالًا يُحتذى بهم في حُسْن الظَّن بالمؤمنين، فهذا أبو أيوب خالد بن زيد قالت له امرأته أم أيوب: يا أبا أيوب ألا تسمع ما يقول النَّاس في عائشة؟ قال: بلى، وذلك الكذب. أكنت أنت يا أمَّ أيوب فاعلة ذلك؟ قالت: لا والله ما كنت لأفعله.

## أقوال العلماء والحكماء في حسن الظن
- قال علي بن أبي طالب : (من علم من أخيه مروءة جميلة فلا يسمعنَّ فيه مقالات الرِّجال، ومن حَسُنت علانيته فنحن لسريرته أرجى).
- قال عمر بن الخطاب : (لا يحلُّ لامرئ مسلم يسمع من أخيه كلمة يظنُّ بها سوءًا، وهو يجد لها في شيء من الخير مخرجًا. وقال أيضًا: لا ينتفع بنفسه من لا ينتفع بظنه).
- وعن سعيد بن المسيب قال: (كتب إليَّ بعض إخواني من أصحاب رسول الله ﷺ: أن ضع أمر أخيك على أحسنه، ما لم يأتك ما يغلبك، ولا تظنَّن بكلمة خرجت من امرئ مسلم شرًّا، وأنت تجد لها في الخير محملًا).
- وعن ابن عمر  قال: (كنَّا إذا فقدنا الرَّجل في صلاة العشاء وصلاة الفجر، أسأنا به الظَّنَّ).
- وقال المهلب: (قد أوجب الله تعالى أن يكون ظنُّ المؤمن بالمؤمن حسنًا أبدًا، إذ يقول: (لَوْلا إِذْ سَمِعْتُمُوهُ ظَنَّ الْمُؤْمِنُونَ وَالْمُؤْمِنَاتُ بِأَنفُسِهِمْ خَيْرًا وَقَالُوا هَذَا إِفْكٌ مُّبِينٌ)، فإذا جعل الله سوء الظَّن بالمؤمنين إفكًا مبينًا، فقد ألزم أن يكون حُسْن الظَّن بهم صدقًا بينًا).
- وقال قتادة: (إنَّ الظَّن اثنان: ظنٌّ يُنْجِي، وظنٌّ يُرْدِي).
- وروى معمر عن إسماعيل بن أمية قال: (ثلاث لا يعجزن ابن آدم، الطِّيرة، وسوء الظن والحسد. قال: فينجيك من سوء الظَّن أن لا تتكلم به، وينجيك من الحسد أن لا تبغي أخاك سوءًا، وينجيك من الطِّيرة أن لا تعمل بها).
- قالوا: (من جعل لنفسه من حُسْن الظَّن بإخوانه نصيبًا، أراح قلبه).
يعني إنَّ الرَّجل إذا رأى من أخيه إعراضًا أو تغيرًا، فحمله منه على وجه جميل، وطلب له الأعذار، خفَّف ذلك عن قلبه، وقَلَّ منه غيظه واغتمام.
- وقال الخليل بن أحمد: يجب على الصَّديق مع صديقه استعمال أربع خصال: الصَّفح قبل الاستقالة، وتقديم حُسْن الظَّن قبل التُّهمة، والبذل قبل المسألة، ومخرج العذر قبل العتب. وقال رجل لمطيع بن إياس: جئتك خاطبًا لموَدَّتك. قال: قد زوجتكها على شرط أن تجعل صداقها أن لا تسمع في مقالة النَّاس. وقالوا: السِّتر لما عاينت، أحسن من إذاعة ما ظننت.
- وقيل: (ليكن حُسْن الظَّن بمقدار ما، والفَطِن لا تخفى عليه مخايل الأحوال، وفي الوجوه دلالات وعلامات).
- وقال أحد الزُّهاد: (ألق حُسْن الظَّن على الخَلْق، وسوء الظَّن على نفسك، لتكون من الأوَّل في سلامة، ومن الآخر على الزيادة).

## حسن الظن في أشعار العرب
قال الشَّاعر:
قال المتنبي:
وقال الشاعر:
وقال آخر:

## ثمار حسن الظن
1- فيه إغلاق باب الفتنة والشَّر على الشَّيطان الرَّجيم؛ فإنَّ من أبوابه سوء الظَّن بالمسلمين، قال الله تعالى: (يَا أَيُّهَا الَّذِينَ آمَنُوا اجْتَنِبُوا كَثِيرًا مِّنَ الظَّنِّ إِنَّ بَعْضَ الظَّنِّ) ، فمن يَحْكُم بشرٍّ على غيره بالظَّن، بعثه الشَّيطان على أن يطول فيه اللِّسان بالغيبة فيهلك، أو يقصر في القيام بحقوقه، أو يتوانى في إكرامه، وينظر إليه بعين الاحتقار، ويرى نفسه خيرًا منه. وكل ذلك من المهلكات.
2- علامة على كمال الإيمان في قلب المتحلِّي به، فلا يظنُّ بالمؤمنين خيرًا إلا من كان منهم، كما قال تعالى في سورة النور: (لَوْلا إِذْ سَمِعْتُمُوهُ ظَنَّ الْمُؤْمِنُونَ وَالْمُؤْمِنَاتُ بِأَنفُسِهِمْ خَيْرًا وَقَالُوا هَذَا إِفْكٌ مُّبِينٌ). وهي دليل على سلامة القلب وطهارة النَّفس، وزكاء الرُّوح.
3- طريق من طرق زيادة الألفة والمحبَّة بين أفراد المجتمع المسلم، وحماية له من التَّفكُّك والتَّشرذم. وحصن منيع يحمي المجتمع من إشاعة الفاحشة، وانتشار الرَّذيلة، وبه يسلم المجتمع من انتِّهاك حقوق النَّاس وأعراضهم وخصوصياتهم.
4- راحة القلب، وسلامة البال، والسلامة من الخواطر الرَّديئة التي تقلق الإنسان، وتؤذي نفسه، وتجلب عليه كَدَرَ البال، وتعب النَّفس والجسد.

## صور حسن الظن
1- حُسْن الظَّن بالله:
عن جابر  قال: سمعت رسول الله ﷺ قبل موته بثلاثة أيام يقول: ((لا يموتنَّ أحدكم إلا وهو يحُسْن الظَّن بالله عزَّ وجلَّ)).
قال النَّووي: (قال العلماء: معنى حُسْن الظَّن بالله تعالى: أن يَظُنَّ أنَّه يرحمه، ويعفو عنه. قالوا: وفي حالة الصِّحَّة يكون خائفًا، راجيًا، ويكونان سواء، وقيل: يكون الخوف أرجح. فإذا دنت أمارات الموت، غلَّب الرَّجاء، أو محَّضه؛ لأنَّ مقصود الخوف الانكفاف عن المعاصي، والقبائح، والحرص على الإكثار من الطَّاعات، والأعمال، وقد تعذَّر ذلك، أو معظمه في هذا الحال، واستُحِبَّ إحسان الظَّن المتضمِّن للافتقار إلى الله تعالى، والإذعان له).
وقال ابن القيِّم: (كلما كان العبد حَسن الظَّن بالله، حَسن الرَّجاء له، صادق التوكُّل عليه: فإنَّ الله لا يخيِّب أمله فيه البتَّة؛ فإنَّه سبحانه لا يخيِّب أمل آملٍ، ولا يضيِّع عمل عاملٍ، وعبَّر عن الثقة وحُسْن الظَّن بالسَّعة؛ فإنَّه لا أشرح للصَّدر، ولا أوسع له بعد الإيمان من ثقته بالله، ورجائه له، وحُسْن ظنِّه به).
2- حُسْن الظَّن بالأهل والإخوان والأصدقاء:
على المسلم أن يُحِسَن الظَّن بإخوانه المسلمين عامَّة، وبأصدقائه المقرَّبين خاصَّة، وهذا ما أرشدنا إليه رسول الله ﷺ وبيَّن أنه واجب على المسلم تجاه أخيه المسلم، فيجب على المسلم أن يلتمس لإخوانه الأعذار ما استطاع، ويحمل عليها ما يبلغه عنهم من قول أو فعل. فإذا لم يجد محملًا، فليقل: لعل لهم عذرًا لم أعرفه.
(إنَّ الخطأ في حُسْن الظَّن بالمسلم، أسلم من الصَّواب بالطَّعن فيهم، فلو سكت إنسان مثلًا عن لعن إبليس، أو لعن أبي جهل، أو أبي لهب، أو من شاء من الأشرار طول عمره، لم يضرَّه السُّكوت، ولو هفا هفوة بالطَّعن في مسلم بما هو بريء عند الله تعالى منه فقد تعرض للهلاك، بل أكثر ما يُعْلم في النَّاس لا يحل النُّطق به؛ لتعظيم الشَّرع الزَّجر عن الغيبة، مع أنَّه إخبار عما هو متحقِّق في المغتاب. فمن يلاحظ هذه الفصول، ولم يكن في طبعه ميلٌ إلى الفضول، آثر ملازمته السُّكوت وحُسْن الظَّن بكافة المسلمين، وإطلاق اللِّسان بالثَّناء على جميع السَّلف الصَّالحين. هذا حكم الصَّحابة عامَّة).
3- حُسْن الظَّن بين الزَّوجين:
إنَّ إحسان الظَّن بين الزَّوجين من أهم الدَّعائم التي يُبْنى عليها البيت الدَّائم والمستقر والمطمئن، وبغير حُسْن الظَّن: فإنَّ البيوت مهدَّدة بالانهيار والتَّشرذم والفرقة والطَّلاق.
لا بد أن يكون بين الزَّوجين حُسْن ظنٍّ متبادلٍ، وألَّا يتركا للشَّيطان مجالًا للتَّلاعب بهما، وقذف الشُّكوك في قلبيهما؛ لأنَّه متى ما انفتح باب إساءة الظَّن بينهما صعب إغلاقه، وجرَّ ذلك إلى ويلات قد تهدِّد استقرار البيت بأكمله.
هناك الكثير من الأزواج والزَّوجات أصحاب طبيعة قلقة، وأنفس متوتِّرة، يغلِّبون جانب الشُّكوك على جانب السَّلامة، فتراهم يجنحون إلى سوء الظَّن، ويفسِّرون الأمور على أسوأ تفسيراتها وأردأ احتمالاتها، وفي هذا خطر كبير على استمرار الحياة الأسرية، فينبغي على الأزواج والزَّوجات أن يغلِّبوا حسْن الظَّن، ويطردوا الشَّك والرِّيبة.
4- حُسْن الظَّن المتبادل بين الرؤساء والمرؤوسين:
لا ينتظم أمر هذه الأمَّة إلا بالعلاقة الحسنة بين أفرادها رؤساء ومرؤوسين، لذا كان من وصيَّة طاهر بن الحسين لابنه: (ولا تتَّهمنَّ أحدًا من النَّاس فيما تولِّيه من عملك قبل أن تكشف أمره، فإنَّ إيقاع التُّهم بالبرآء، والظُّنون السَّيئة بهم مَأْثَمٌ، واجعل من شأنك حُسْن الظَّن بأصحابك، واطرد عنك سوء الظَّن بهم، وارفضه فيهم، يعينك ذلك على اصطناعهم ورياضتهم، لا يجدنَّ عدوُّ الله الشَّيطان في أمرك مفخرًا، فإنَّه إنَّما يكتفي بالقليل من وهنك، فيُدخل عليك من الغمِّ في سوء الظَّن ما ينغصك لذاذة عيشك، واعلم أنَّك تجد بحُسْن الظَّن قوة وراحة، وتكفى به ما أحببت كفايته من أمورك، وتدعو به النَّاس إلى محبَّتك، والاستقامة في الأمور كلِّها لك، ولا يمنعك حُسْن الظَّن بأصحابك والرأفة برعيَّتك، أن تستعمل المسألة والبحث عن أمورك، والمباشرة لأمور الأولياء، والحياطة للرَّعيَّة، والنَّظر في حوائجهم وحمل مؤوناتهم، آثر عندك مما سوى ذلك، فإنَّه أقوم للدِّين، وأحيا للسُّنَّة).
وكان من وصية عليٍّ  للأشتر عندما ولَّاه مصر: (اعلم أنَّه ليس شيء أدعى إلى حُسْن ظنِّ والٍ برعيَّته من إحسانه إليهم، وتخفيفه المؤونات عنهم، وترك استكراهه إيَّاهم على ما ليس له قِبَلهم، فليكن منك في ذلك أمر يجتمع لك به حُسْن الظَّن برعيتك، فإنَّ حُسْن الظَّن يقطع عنك نصبًا طويلًا، وإنَّ أحقَّ من حَسُن ظنُّك به، لمنْ حَسُن بلاؤك عنده، وإنَّ أحقَّ مَنْ ساء ظنُّك به، لمنْ ساء بلاؤك عنده...).

## الأسباب المعينة على حسن الظن
1-الدعاء، 2-محبة الاقتداء بالنبي، 3-التربية على إحسان الظن منذ الصغر، 4-أن ينزل المرء نفسه منزلة غيره (وهو علاج ربَّاني، ودواء قرآني، أرشد الله إليه المؤمنين، وعلَّمهم إيَّاه، حيث قال: «لَوْلا إِذْ سَمِعْتُمُوهُ ظَنَّ الْمُؤْمِنُونَ وَالْمُؤْمِنَاتُ بِأَنفُسِهِمْ خَيْرًا وَقَالُوا هَذَا إِفْكٌ مُّبِينٌ»، فأشعرهم تبارك وتعالى أنَّ المؤمنين كيان واحد، وضرر الفرد منهم ضرر للجماعة بأكملها.)، 5-محاولة علاج أمراض القلب من الحسد والغلِّ والخيانة وغيرها، فمتى ما زاد إيمان المرء وصفى قلبه من هذه الأمراض والأوبئة، حَسُن ظنُّه بإخوانه، 6-حمل الكلام على أحسن محامله ما استطاع إلى ذلك سبيلًا، 7-التماس الأعذار للمؤمنين، قال ابن سيرين: (إذا بلغك عن أخيك شيء فالتمس له عذرًا، فإن لم تجد، فقل: لعل له عذرًا لا أعرفه)، 8-إجراء الأحكام على الظاهر، ويوكل أمر الضَّمائر إلى الله عز وجل، ويتجنَّب الحكم على النِّيَّات، فإنَّ الله لم يكلِّفنا أنَّ نفتِّش في ضمائر النَّاس. 9-الابتعاد عن من لا يتورَّعون عن إلقاء التُّهم على عباد الله جزافًا، بلا تثبُّت. وهؤلاء هم أسوأ النَّاس، فقد قيل لبعض العلماء: من أسوأ النَّاس حالًا؟ قال: من لا يثق بأحد لسوء ظنه، ولا يثق به أحد لسوء فعله.